# Le Sabre noir
Le Sabre noir (titre original : Darksaber) est un roman de science-fiction écrit par Kevin J. Anderson. Publié aux États-Unis par Del Rey Books en 1995,, il a été traduit en français et publié par les éditions Presses de la Cité en 1997,. Ce roman, se déroulant dans l'univers étendu de Star Wars, prend place neuf années après les évènements décrits dans Star Wars, épisode VI : Le Retour du Jedi. Il est le deuxième des trois romans mettant en scène Callista, une ancienne chevalier Jedi. Il est précédé du roman Les Enfants du Jedi et suivi du roman La Planète du crépuscule, tous les deux écrits par Barbara Hambly.